# Ferrari F93A
O F93A é o modelo da Ferrari da temporada de 1993 da Fórmula 1. Condutores: Jean Alesi e Gerhard Berger.
Este monoposto era equipado com controle de tração, freios ABS e Câmbio automático.

## Resultados[1]
(legenda) 
| Ano  | Chassi | Motor           | Pneus | N° | Pilotos        | 1   | 2   | 3   | 4   | 5   | 6   | 7   | 8   | 9   | 10  | 11  | 12  | 13  | 14  | 15  | 16  | Pontos | Posição |  |
| ---- | ------ | --------------- | ----- | -- | -------------- | --- | --- | --- | --- | --- | --- | --- | --- | --- | --- | --- | --- | --- | --- | --- | --- | ------ | ------- |  |
|      |        |                 |       |    |                |     |     |     |     |     |     |     |     |     |     |     |     |     |     |     |     |        |         |  |
|      |        |                 |       |    |                | RSA | BRA | EUR | SMR | SPA | MON | CAN | FRA | GBR | GER | HUN | BEL | ITA | POR | JPN | AUS |        |         |  |
| 1993 | F93A   | Ferrari 041 V12 | G     | 27 | Jean Alesi     | Ret | 8   | Ret | Ret | Ret | 3   | Ret | Ret | 9   | 7   | Ret | Ret | 2   | 4   | Ret | 4   | 28     | 4°      |  |
| 1993 | F93A   | Ferrari 041 V12 | G     | 28 | Gerhard Berger | 6†  | Ret | Ret | Ret | 6   | 14† | 4   | 14  | Ret | 6   | 3   | 10† | Ret | Ret | Ret | 5   | 28     | 4°      |  |

† Completou mais de 90% da distância da corrida.